# William J. Abernathy
William J. Abernathy est un professeur de management américain, né le 13 novembre 1933 à Columbia et mort le 29 décembre 1983 à Boston. Il est connu pour avoir influencé le management de l'industrie automobile.

## Biographie
William J. Abernathy voit le jour le 13 novembre 1933 dans la ville de Columbia, dans l'état américain du Tennessee.
Il étudie à l'université du Tennessee, où il ressort avec un diplôme d'électrotechnique, avant d'être admis à l'Harvard Business School et de décrocher en 1964 un master en administration des affaires, puis un doctorat en 1967.
Il commence sa carrière toujours à Harvard, en tant que professeur de management de la technologie à Harvard Business School.

## Travaux
Il est l'un des premiers à souligner le déclin et à avertir les entreprises de l'industrie automobile américaines face à la concurrence japonaise et travaille sur l'écart de productivité entre les entreprises des deux pays.
Il critique notamment le fait que les dirigeants automobiles américains se focalisent sur les profits à courts termes et négligent leurs propres usines et chaînes de montage. Il affirme que les entreprises doivent se concentrer davantage sur la production et la technologie.